# Ottilie Hoffmann
Ottilie Franziska Hoffmann (* 14. Juli 1835 in Bremen; † 20. Dezember 1925 ebendort) war eine deutsche Pädagogin und Sozialpolitikerin, die sich in der Abstinenzbewegung engagierte.

## Biografie
Ottilie Hoffmann wurde im Ostertor-Viertel geboren. Ihre Eltern waren der Kaufmann Ludwig Otto Hoffmann und seine Ehefrau Friederike Franziska, geb. Horn. Nach dem Besuch einer Töchterschule, gegründet von Betty Gleim (1781–1827), war sie schon mit sechzehn Jahren durch den Einfluss der Schriftstellerin Marie Mindermann (1808–1882) als Lehrerin tätig. Zu ihren Schülerinnen gehörte Hedwig Heyl (1850–1934), die spätere Sozialpolitikerin und Schriftstellerin.
Ab 1881 war sie in England als Erzieherin im Haus von Lady Rosalind Carlisle tätig. Hier lernte Hoffmann das soziale Engagement englischer Frauen in der Temperance Society kennen, die sich für die Enthaltsamkeit vom Alkohol einsetzten und Kneipen in Teestuben umwandelten. Hoffmann wurde Mitglied im Weltbund Christlicher Abstinenter Frauen und entwickelte sich nach ihrer Rückkehr aus England zur einflussreichen Führerin einer Abstinenzbewegung in Deutschland und Initiatorin der in Bremen ab 1894 eingerichteten alkoholfreien Speisehäuser, die lange ihren Namen trugen
Anna Klara Fischer führte ihre Arbeit bei der Abstinenzbewegung und für die alkoholfreien Speisehäuser weiter.
Ottilie Hoffmann starb im Dezember 1925 im Alter von 90 Jahren. Sie wurde auf dem Riensberger Friedhof beerdigt.

### Tätigkeiten in Verbänden
Hoffmann war eine der bedeutenden Frauen im Rahmen der Bremer Frauenbewegung. Am 29. Januar 1867 beteiligte sich Hoffmann zusammen mit Marie Mindermann an der Gründung des Vereins zur Erweiterung des weiblichen Arbeitsgebietes, der in den folgenden Jahren Frauen-Erwerbs- und Ausbildungsverein genannt wurde. Durch ihre aktive Arbeit im Vorstand konnte sie als eine Delegierte an der Gründung des Bundes deutscher Frauenvereine am 28. und 29. März 1894 in Berlin teilnehmen. Die Gründungsversammlung wählte Hoffmann in den Bundesvorstand, dem sie bis 1902 angehörte.
Bereits am 12. Februar 1891 gründete sie den „Bremer Mäßigkeitsverein“ (ab 1915 "Bremer Verein für alkoholfreie Speisehäuser",  1970 umbenannt in „Bremer Verein Ottilie Hoffmann“), dieser Verein besteht noch heute.
1900 gründete sie den Deutschen Bund abstinenter Frauen (ab 1924 Deutscher Frauenbund für alkoholfreie Kultur). Beide Vereine betrieben die Gründung und Bewirtschaftung entsprechender Gasthäuser, die ab 1894 in rascher Folge öffneten.
Im Juli 1896 wurde sie in Kiel auf der Jahresversammlung des Deutschen Vereins gegen den Mißbrauch geistiger Getränke in den Hauptvorstand gewählt. Anlässlich der Jahresversammlung hielt Hoffmann einen Vortrag zum Thema „Sind die Mäßigkeitsbestrebungen der Frauen patriotische Pflicht?“
Durch ihre Arbeit in der sogenannten Temperenzbewegung, die lediglich auf eine Mäßigung des Alkoholgenusses hinwirkte, gelangte Hoffmann zu der Überzeugung, dass nur eine konsequente Abstinenz den Alkoholismus erfolgreich bekämpfen könne. Aus dieser Einsicht gründete sie am 17. Juli 1900 in Bremen den Deutschen Bund abstinenter Frauen.

### Speisehäuser
Zu den herausragenden Leistungen von Hoffmann zählen die alkoholfreien Speisehäuser, die ab 1900 in Bremen und anderen Orten eingerichtet wurden und den Namen Ottilie-Hoffmann-Haus trugen. Um 1955 gab es allein in der Stadt Bremen neun solcher Häuser, 1980 waren es nur noch zwei. Eines der beiden Häuser stand am Bahnhof (Architektin: Alexandra Tippel) vor dem Überseemuseum. Das Gebäude an der Weser, in dem sich heute ein Gastronomiebetrieb befindet, wurde 1929 im Auftrage des Deutschen Frauenbundes für alkoholfreie Kultur erbaut und bis 1983 als ein Abstinenzler-Lokal geführt.

## Ehrungen
- In Bremen – Schwachhausen verbindet die Ottilie-Hoffmann-Straße die Busestraße mit der Emmastraße. Das Straßenschild trägt den Hinweis: „Ottilie Hoffmann (1835–1925) Gründerin des Deutschen Frauenbundes für alkoholfreie Kultur und der Ottilie-Hoffmann-Häuser in Bremen“.
- In Bremen-Mitte befindet sich seit 1987 am Ostertorsteinweg, Ecke Wulwesstraße auf dem Ulrichsplatz die Bronzeskulptur Ottilie Hoffmann von Jürgen Cominotto.